# 烏爾索利夫卡
47°24′16″N 31°19′37″E / 47.40444°N 31.32694°E
烏爾索利夫卡（烏克蘭語：Урсолівка），是烏克蘭南部的村莊，隸屬尼古拉耶夫州的沃茲涅先斯克區。該村始建於1923年，面積0.97平方公里，海拔高度61米，2001年人口139，人口密度每平方公里143.9人。